# Эвреси (кантон)
Эвреси (фр. Évrecy) — кантон во Франции, регион Нормандия, департамент Кальвадос. Входит в состав округа Кан.

## История
До 2015 года в состав кантона входили коммуны: Авне, Амар, Амейе-сюр-Орн, Барон-сюр-Одон, Бужи, Ваконь-Нёйи, Версон, Вьё, Гаврюс, Гупийер, Кюрси-сюр-Орн, Ла-Кен, Мальто, Мезе, Монтиньи, Прео-Бокаж, Сен-Мартен-де-Саллан, Сент-Онорин-дю-Фе, Труа-Мон, Турвиль-сюр-Одон, Уфьер, Фёгероль-Бюлли, Фонтен-Этупфур, Эвреси, Эске-Нотр-Дам и Этервиль.
В результате реформы 2015 года состав кантона был изменен. Несколько коммун перешли в другие кантоны, а вместо них была включена большая часть коммун упраздненного кантона Бургебюс.
С 1 января 2017 года состав кантона изменился: коммуны Кленшан-сюр-Орн и Лез-ла-Виль объединились в новую коммуну Лез-Кленшан.
1 января 2019 года коммуны Рокканкур, Тийи-ла-Кампань и Юбер-Фоли образовали новую коммуну Кастин-ан-Плен; коммуны Гарсель-Секвиль и Сент-Эньян-де-Крамениль — новую коммуну Ле-Кастле.

## Состав кантона с 1 января 2019 года
В состав кантона входят коммуны (население по данным Национального института статистики за 2018 г.):
- Авне (563 чел.)
- Амейе-сюр-Орн (1 009 чел.)
- Барон-сюр-Одон (962 чел.)
- Бужи (398 чел.)
- Бургебюс (2 081 чел.)
- Ваконь-Нёйи (629 чел.)
- Вьё (683 чел.)
- Гаврюс (560 чел.)
- Грантвиль (955 чел.)
- Гренвиль-сюр-Одон (1 047 чел.)
- Кастин-ан-Плен (1 601 чел.)
- Ла-Кен (158 чел.)
- Ле-Кастле (1 576 чел.)
- Лез-Кленшан (2 082 чел.)
- Мальто (1 015 чел.)
- Ме-сюр-Орн (1 967 чел.)
- Мезе (365 чел.)
- Мондренвиль (534 чел.)
- Монтиньи (97 чел.)
- Прео-Бокаж (126 чел.)
- Сен-Мартен-де-Фонтене (2 541 чел.)
- Сент-Онорин-дю-Фе (1 340 чел.)
- Солье (2 049 чел.)
- Фёгероль-Бюлли (1 429 чел.)
- Фонтен-Этупфур (2 516 чел.)
- Фонтене-ле-Мармьон (1 935 чел.)
- Эвреси (2 000 чел.)
- Эске-Нотр-Дам (1 436 чел.)

## Политика
На президентских выборах 2022 г. жители кантона отдали в 1-м туре Эмманюэлю Макрону 33,3 % голосов против 22,1 % у Марин Ле Пен и 19,5 % у Жана-Люка Меланшона; во 2-м туре в кантоне победил Макрон, получивший 64,4 % голосов. (2017 год. 1 тур: Эмманюэль Макрон – 28,9 %, Жан-Люк Меланшон – 19,4 %, Марин Ле Пен – 18,1 %, Франсуа Фийон – 16,8 %; 2 тур: Макрон – 71,3 %. 2012 год. 1 тур: Франсуа Олланд — 32,1 %, Николя Саркози — 24,1 %, Марин Ле Пен — 14,9 %; 2 тур: Олланд — 56,5 %).
С 2021 года кантон в Совете департамента Кальвадос представляют мэр коммуны Ле-Кастле Флоранс Буле (Florence Boulay) (Радикальная левая партия) и мэр коммуны Лез-Кленшан Доминик Рос (Dominique Rose) (Независимый).
|                | Кандидаты                     | Партия                   | Первый тур | Первый тур     | Второй тур | Второй тур |
| Кол-во голосов | Кандидаты                     | Партия                   | % голосов  | Кол-во голосов | % голосов  |            |
| -------------- | ----------------------------- | ------------------------ | ---------- | -------------- | ---------- | ---------- |
|                | Флоранс Буле Доминик Рос      | Прочие                   | 3 472      | 40,77          | 4 519      | 54,10      |
|                | Марк Бурбон Вероник Колле     | Левый блок — Зелёные     | 3 416      | 40,11          | 3 834      | 45,90      |
|                | Жак Лериш Николь Фоллен       | Национальное объединение | 1 345      | 15,79          |            |            |
|                | Николя Вермёлен Кристин Ренуф | Крайне правые            | 283        | 3,32           |            |            |

|                | Кандидаты                        | Партия             | Первый тур | Первый тур     | Второй тур | Второй тур |
| Кол-во голосов | Кандидаты                        | Партия             | % голосов  | Кол-во голосов | % голосов  |            |
| -------------- | -------------------------------- | ------------------ | ---------- | -------------- | ---------- | ---------- |
|                | Флоранс Буле Марк Бурбон         | Левый блок         | 3 819      | 34,57          | 5 240      | 52,37      |
|                | Жерар Ле Баррон Женнифер Летелье | Правый блок        | 3 420      | 30,96          | 4 766      | 47,63      |
|                | Филипп Каваль Жослин Юэ          | Национальный фронт | 2 548      | 23,07          |            |            |
|                | Паскаль Гоне Катрин Лемаруа      | Разные левые       | 1 260      | 11,41          |            |            |